# 柴敬忠
柴敬忠（？年—1937年12月），字。湖北省通山縣人。他為抗日戰爭期間陣亡的中國軍方高級將領之一。

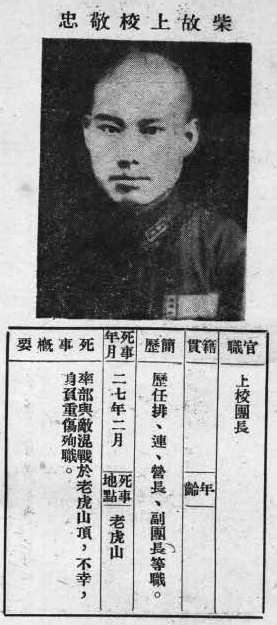
《抗戰軍人忠烈錄》（第一輯）中的柴敬忠烈士遺像

## 生平[1]
中央軍校步兵科畢業。任陸軍第一三九師七二六團上校團長。1938年10月25日，日軍向江西德安縣進犯。他率部進行襲擊，不幸身中數彈，壯烈殉國。